# 文学の冒険
文学の冒険（ぶんがくのぼうけん）シリーズは、国書刊行会が発行する20世紀の世界文学の叢書。判型は四六判。

## 概要
1989年から2006年9月まで約70冊を刊行。南北アメリカ・ヨーロッパの20世紀の文学を初訳した。
「過激な文学的実験、物語と語りの復権、新しい時代の新しい文学を求めて、ラテンアメリカ文学、アメリカのニューライターズから東欧の知られざる名作まで、いまもっとも注目を集める世界の文学を幅広く紹介する」
「英米の人気作家から東欧・ラテンアメリカの未知の傑作まで、エキサイティングな世界文学の最前線を紹介してフィクションの新たな可能性を切り拓くまったく新しい形の世界文学全集」と紹介された。一部は新版刊行され、他社での文庫再刊もされた。

## 主なラインナップ
- 『ウォーターメソッドマン 1・2』（ジョン・アーヴィング、川本三郎,岸本佐知子,柴田元幸共訳） 1989/2
- 『めくるめく世界』（レイナルド・アレナス、鼓直,杉山晃共訳） 1989/5
- 『パースの城』（ブラウリオ・アレナス、平田渡訳） 1990/9
- 『象』（S.ムロージェック、沼野充義,長谷見一雄,西成彦,吉上昭三共訳） 1991/2
- 『メテオール（気象）』（ミシェル・トゥルニエ、榊原晃三,南條郁子共訳） 1991/8
- 『壜の中の世界』（クルト・クーゼンベルグ、前川道介,三宅晶子,竹内節共訳） 1991/10
- 『ウォーターメソッドマン 1・2』（ジョン・アーヴィング、川本三郎,柴田元幸,岸本佐知子共訳） 1991/10
- 『カチアートを追跡して 1・2』（ティム・オブライエン、生井英考訳） 1992/4
- 『そうはいっても飛ぶのはやさしい』（ヴィスコチル/カリンティ、千野栄一,岩崎悦子共訳） 1992/7
- 『精霊たちの家』（イサベル・アジェンデ、木村榮一訳） 1992/10
- 『永遠の薔薇・鉄の貨幣』（ホルヘ・ルイス・ボルヘス、鼓直,清水憲男,篠沢真理共訳） 1993/4
- 『重力の虹 1・2』（トマス・ピンチョン、越川芳明,佐伯泰樹,植野達郎,幡山秀明共訳） 1993/3-7
- 『ふくろうの眼』（ゲルハルト・ケップフ、園田みどり訳） 1993/7
- 『天使の恥部』（マヌエル・プイグ、安藤哲行訳） 1994/1
- 『エバ・ルーナ』（イサベル・アジェンデ、木村榮一,新谷美紀子共訳） 1994/6
- 『巡礼たちが消えていく』（ジョン・フラー、工藤政司訳） 1994/8
- 『不在の騎士』（イタロ・カルヴィーノ、米川良夫訳） 1994/10
- 『チュニジアの夜』（ニール・ジョーダン、西村真裕美訳） 1994/10
- 『魔法の書』（E.アンデルソン＝インベル、鼓直,西川喬共訳） 1994/11
- 『エバ・ルーナのお話』（イサベル・アジェンデ、木村榮一,窪田典子共訳） 1995/7
- 『不滅の物語』（イサク・ディーネセン、工藤政司訳） 1995/10
- 『カフカの父親』（T.ランドルフィ、米川良夫,和田忠彦,柱本元彦共訳） 1996/4
- 『奇蹟の都市』（エドゥアルド・メンドサ、鼓直,篠沢真理,松下直弘共訳） 1996/5
- 『遠い女 ラテンアメリカ短篇集』（フリオ・コルタサル他、木村榮一編） 1996/10
- 『酔どれ列車、モスクワ発ペトゥシキ行』（ヴェネディクト・エロフェーエフ、安岡治子訳） 1996/11
- 『マゴット』（ジョン・ファウルズ、植松みどり訳） 1997/1
- 『夜になるまえに』（レイナルド・アレナス、安藤哲行訳） 1997/4
- 『リトル、ビッグ 1・2』（ジョン・クロウリー、鈴木克昌訳） 1997/7
- 『マンボ・ジャンボ』（イシュメール・リード、上岡伸雄訳） 1997/9
- 『土台穴』（アンドレイ・プラトーノフ、亀山郁夫訳） 1997/11
- 『パタゴニア・エキスプレス』（ルイス・セプルベダ、安藤哲行訳） 1997/12
- 『虚数』（スタニスワフ・レム、長谷見一雄,沼野充義,西成彦共訳） 1998/2
- 『ロマン 1・2』（ウラジーミル・ソローキン、望月哲男訳） 1998/3
- 『僕の陽気な朝』（イヴァン・クリーマ、田才益夫訳） 1998/4
- 『不在者の祈り』（タハール・ベン・ジェルーン、石川清子訳） 1998/5
- 『火炎樹』（パトリック・グランヴィル、篠田知和基訳） 1998/06
- 『血の伯爵夫人 1・2』（アンドレイ・コドレスク、赤塚若樹訳） 1998/08
- 『ブルーリア』（ダヴィッド・シャハル、母袋夏生訳） 1998/10
- 『愛』（ウラジーミル・ソローキン、亀山郁夫訳） 1999/01
- 『離縁』（ラシッド・ブージェドラ、福田育弘訳） 1999/02
- 『アラビアン・ナイトメア』（ロバート・アーウィン、若島正訳） 1999/09
- 『女ねずみ』（ギュンター・グラス、高本研一,依岡隆児共訳） 1999/10
- 『恋する潜水艦』（ピエール・マッコルラン、橋本克己,大野多加志、高遠弘美,尾方邦雄共訳） 2000/04
- 『レターズ 1・2』（ジョン・バース、岩元巌,小林史子,幡山秀明共訳） 2000/05
- 『夜ごとのサーカス』（アンジェラ・カーター、加藤光也訳） 2000/09
- 『生埋め ある狂人の手記より』（サーデグ・ヘダーヤト、石井啓一郎訳） 2000/12
- 『ザ・ライフルズ』（ウィリアム・T・ヴォルマン、栩木玲子訳） 2001/03
- 『春の祭典』（アレホ・カルペンティエール、柳原孝敦訳） 2001/05
- 『チェゲムのサンドロおじさん』（ファジリ・イスカンデル、浦雅春,安岡治子共訳） 2002/01
- 『夜明け前のセレスティーノ』（レイナルド・アレナス、安藤哲行訳） 2002/03
- 『オレンジだけが果物じゃない』（ジャネット・ウィンターソン、岸本佐知子訳） 2002/06
- 『透明な対象』（ウラジーミル・ナボコフ、若島正,中田晶子共訳） 2002/11
- 『月光浴 ハイチ短篇集』（フランケチエンヌ他、立花英裕,星埜守之共編） 2003/11
- 『完全な真空』（スタニスワフ・レム、沼野充義,工藤幸雄,長谷見一雄共訳） 2004/02
- 『レッド・ダート・マリファナ』（テリー・サザーン、松永良平訳） 2004/04
- 『フリアとシナリオライター』（バルガス＝リョサ、野谷文昭訳） 2004/05
- 『外人部隊』（フリードリヒ・グラウザー、種村季弘訳） 2004/07
- 『トランス＝アトランティック』（W.ゴンブローヴィッチ、西成彦訳） 2004/09
- 『ハードライフ』（フラン・オブライエン、大澤正佳訳） 2005/02
- 『選ばれた女 1・2』（アルベール・コーエン、紋田廣子訳） 2006/09